# Acción del 4 de agosto de 1800
La acción del 4 de agosto de 1800 fue un enfrentamiento naval muy inusual que tuvo lugar frente a la costa brasileña durante las Guerras Revolucionarias Francesas. Una fuerza de fragata francesa que había estado atacando el comercio británico frente a África Occidental se acercó e intentó atacar un convoy de valiosos indios orientales (buques mercantes grandes y fuertemente armados que navegaban desde Gran Bretaña a la India británica y China), dos barcos que navegaban hacia Botany Bay y un ballenero navegando para la pesquería de ballenas de los Mares del Sur. El pequeño buque británico de línea HMS Belliqueux escoltó al convoy, que de lo contrario tenía que depender del armamento individual de los barcos para protegerlos de los ataques. Debido a su gran tamaño, los indios orientales podían ser confundidos con barcos de línea a distancia, y el comandante francés comodoro Jean-François Landolphe no estaba nervioso cuando el convoy formó una línea de batalla. Suponiendo que su objetivo fuera una flota de poderosos buques de guerra, se volvió para escapar y el comandante británico, el capitán Rowley Bulteel, ordenó inmediatamente una persecución. Para preservar la impresión de los buques de guerra, también ordenó a cuatro de sus indios orientales más poderosos que se unieran a la persecución.
Belliqueux rápidamente corrió el buque insignia de Landolphe, el Concorde, dejando a Landolphe sin otra opción que rendirse sin ninguna resistencia seria. El resto de la escuadra francesa continuó huyendo por separado durante la noche, cada uno perseguido por dos indios orientales. Después de una hora y media de persecución, con la oscuridad cayendo, el indio oriental Exeter se acercó a la fragata francesa Médée, dando la impresión mediante el uso de luces de que Exeter era un gran barco de línea. Creyéndose superado, el capitán Jean-Daniel Coudin, de Médée, se rindió, solo descubriendo la verdadera identidad de su agresor cuando subió a bordo del Exeter. La acción es la única ocasión durante la guerra en la que un buque mercante británico capturó un gran buque de guerra francés.

## Antecedentes
En 1800, los británicos y los franceses habían estado en guerra durante siete años y los británicos dominaban el mar, después de una serie de victorias significativas sobre las flotas francesa, holandesa y española. Frente a todos los puertos franceses, grandes escuadrones de barcos británicos de línea y fragatas esperaban los movimientos franceses y, siempre que era posible, interceptaban y destruían buques mercantes y buques de guerra franceses. Mientras que los barcos comerciales británicos viajaban en convoyes grandes y bien armados, los barcos franceses se vieron obligados a deslizarse entre los puertos para evitar el bloqueo británico. Para contrarrestar el control británico de los mares, los franceses enviaron periódicamente escuadrones de barcos para atacar las rutas comerciales británicas, particularmente frente a África Occidental y en el Atlántico Sur, donde la Royal Navy mantenía solo fuerzas mínimas.
Los grandes convoyes de indios orientales estaban entre los principales objetivos de cualquier asaltante francés. Estos enormes barcos zarparon de Gran Bretaña con carga general, o a menudo almacenes militares y tropas, a la India u otros puertos en el Océano Índico, el sudeste asiático o China. Allí vendían sus cargamentos y tomaban especias, té, seda y otros artículos de lujo antes de hacer el viaje de regreso a Gran Bretaña. Un viaje de ida y vuelta tomó más de un año y un indio oriental que navegaba a Gran Bretaña transportaba rutinariamente cientos de miles de libras en bienes comerciales; un gran convoy que zarpó de Cantón en enero de 1804 tenía un valor de más de 8 millones de libras. Los indios orientales estaban bien protegidos, armados con hasta 30 cañones, y generalmente viajaban en grandes convoyes en los que los barcos podían proporcionarse protección mutua. Tales convoyes a menudo tenían una escolta de la Royal Navy, generalmente incluyendo un barco de línea.
El 6 de marzo de 1799, una escuadra francesa había zarpado de Rochefort. Consistía en las fragatas Concorde, bajo el comodoro Jean-François Landolphe, Médée, bajo el capitán Jean-Daniel Coudin, y Franchise, bajo el capitán Pierre Jurien, era una fuerza poderosa, capaz de infligir daños significativos a la marina mercante ligeramente defendida. Eludiendo la fuerza de bloqueo frente a Rochefort, el escuadrón navegó hacia el sur hasta llegar a la costa de África Occidental. Allí los barcos de Landolphe comenzaron una extensa operación de incursión comercial, infligiendo graves daños al comercio de África Occidental durante el resto del año. Eventualmente, la tensión de servir en aguas tropicales se dio cuenta en los barcos y los tres se vieron obligados a someterse a un extenso reacondicionamiento en los astilleros aliados disponibles más cercanos, que se encontraban en el Río de la Plata en poder de los españoles en América del Sur. Las reparaciones continuaron durante seis meses, hasta que Landolphe consideró al escuadrón una vez más listo para navegar a principios del verano de 1800. El escuadrón capturó casi de inmediato una goleta estadounidense, que equipó como un buque de abasto. En ese momento, Francia y los Estados Unidos habían estado involucrados durante dos años en la Cuasi-Guerra.

## Acción
El convoy británico consistía en el Bombay Castle de las Indias Orientales, Exeter, Dorsetshire, Coutts y Neptune, los barcos de Botany Bay Royal Admiral y Anne, y el ballenero Seringapatam. El único buque de guerra británico fue Belliqueux. El 4 de agosto estaban cerca de la isla de Trinidad frente a la costa brasileña. Desde allí, los indios orientales atraparían los vientos alisios del oeste que los llevarían a Santa Elena, el Cabo de Buena Esperanza y sus destinos.
A las 07:00 del 4 de agosto, mientras la escuadra francesa navegaba frente a la costa brasileña, los vigías avistaron velas en el horizonte. Inseguros de la identidad de los extraños barcos, los franceses gradualmente cerraron la distancia durante la mañana. Landolphe pudo ver que había siete grandes buques y tres barcos más pequeños, todos inconfundiblemente británicos. Sin embargo, no pudo decir si eran barcos de guerra de línea o indios orientales. Inicialmente pensó que podrían ser barcos mercantes, pero al mediodía avistó filas dobles de cañoneras a lo largo del costado de cada barco y canceló el ataque, dándose la vuelta y señalando para que su escuadrón se dividiera, creyendo que el enemigo eran grandes buques de guerra fácilmente capaces de destruir su pequeña fuerza. El capitán Jurien protestó por la orden de Landolphe, insistiendo en que el convoy estaba compuesto por barcos mercantes y no por buques de guerra, pero Landolphe anuló las protestas de Jurien. De hecho, Jurien tenía razón.
Con los franceses en pleno vuelo, Bulteel decidió continuar con la artimaña de que su convoy consistía en buques de guerra. Mientras él y Belliqueux perseguían al Concorde, él hizo señas para que sus mayores indios orientales siguieran a los otros barcos franceses para asegurarse de que no regresaran y contraatacaran al convoy mientras Belliqueux estaba comprometido. Exeter, bajo el capitán Henry Meriton, y Bombay Castle, bajo el capitán John Hamilton, debían seguir a Médée, mientras que Coutts, bajo el capitán Robert Torin, y Neptune, bajo el capitán Nathaniel Spens, debían seguir a Franchise. Los cuatro buques tenían más de 1200 toneladas (bm) y llevaban 30 cañones cada uno, pero ninguno tenía más de 130 tripulantes a bordo y no podía competir en precisión o velocidad de disparo con los 315 hombres a bordo de cada uno de los barcos franceses. A lo largo de la tarde, la persecución continuó, con Belliqueux ganando constantemente en el buque insignia francés, mientras que Franchise, acompañada por la goleta estadounidense, ganó en sus perseguidores. A las 17:20, Bulteel estaba a larga distancia de la nave de Landolphe, que devolvió el fuego cuando fue posible. Durante el intercambio de disparos, ninguno de los bandos sufrió daños ni bajas, pero el barco de la línea estaba ganando claramente en la fragata y en diez minutos Landolphe se rindió en lugar de ver su barco destruido y sus hombres muertos en un combate desigual.
A las 19:00, Franchise había arrojado sus botes salvavidas y una gran cantidad de cañones y suministros por la borda, aligerando el barco lo suficiente como para que ella superara con creces la persecución. Al caer la noche, la fragata francesa escapó por completo de la fuerza británica. Sin embargo, Médée no había escapado. Aunque el castillo de Bombay estaba a muchos kilómetros de distancia, solo visible en el horizonte, Exeter había podido seguir de cerca a la fragata. Meriton era consciente de que el buque de guerra francés era mucho más fuerte que su propio buque mercante, pero se dio cuenta de que como la fragata no había hecho ningún esfuerzo por luchar, su comandante debía creer que Exeter era un barco de línea. Para reforzar esta imagen en la oscuridad que se acercaba rápidamente, Meriton dispuso luces detrás de cada puerto de armas, ya sea que contuviera o no un cañón, creando un efecto descrito como «una temible linterna de jack-o'-lantern». Cuando su barco se niveló con la fragata francesa, Meriton elogió la cubierta del enemigo, pidiéndoles que se rindieran. Intimidado por este enemigo grande y aparentemente poderoso, Coudin decidió que su única opción era atacar su bandera y subir a bordo del barco británico para rendirse formalmente. Al llegar a bordo, se sorprendió al ver muchos menos cañones y más pequeños de los que normalmente llevaba un buque de guerra. Cuando Coudin preguntó a quién se había rendido, se dice que Meriton respondió «a un comerciante». Horrorizado, Coudin exigió que se le permitiera regresar a su barco y llevar a cabo una batalla naval formal, pero Meriton se negó.

## Secuelas
En el combate del 4 de agosto de 1800 ninguna de las partes tuvo un solo hombre muerto o herido; la acción aún infligió una severa derrota naval a una poderosa fuerza de fragata francesa, poniendo fin a su exitosa carrera de asalto. El capitán Jurien en Franquicia pasó otras tres semanas frente a la costa brasileña antes de regresar a Francia. El 9 de agosto se encontró con el mercante Wellesley, que se dirigía al Cabo, pero después de un compromiso de aproximadamente una hora, el barco británico logró expulsar a su atacante. Jurien siguió a Wellesley durante dos días, pero luego abandonó la persecución; luego no vio otra vela hasta que abandonó el área.
El convoy de Bulteel continuó, deteniéndose en Río de Janeiro el 12 de agosto para reabastecerse. Los indios orientales luego se dirigieron a Santa Elena en su camino a Asia. Los dos barcos de Botany Bay navegaron hacia Australia y el ballenero Seringapatam navegó hacia los Mares del Sur.
Las fragatas capturadas eran valiosos premios, pero la Royal Navy solo adquirió Medée, que tomó en servicio como HMS Medee; la Armada nunca comisionó Medee, sino que la utilizó como buque prisión durante unos años antes de venderla en 1805. Las fragatas habían llegado a puerto poco antes de la Paz de Amiens y, por lo tanto, se consideraron excedentes para los requisitos de la Marina. Los barcos y sus tiendas y equipos se vendían de forma privada; las ganancias de la venta se pagaron como dinero del premio en febrero de 1803. Las tripulaciones británicas también se beneficiaron del dinero de la cabeza, un premio financiero para cada marinero francés capturado durante el combate.
Bulteel y Meriton fueron elogiados. Meriton iba a librar dos batallas navales más contra los franceses, sirviendo en la exitosa defensa de la Flota de China en la batalla de Pulo Aura en febrero de 1804. Fue gravemente herido y capturado por una escuadra de fragatas francesas después de una feroz defensa en la acción del 3 de julio de 1810.